# アガルート法律会計事務所
アガルート法律会計事務所（アガルートほうりつかいけいじむしょ）は、岩瀬武が代表弁護士を務める法律事務所・会計事務所。
法人を対象に、ベンチャー支援・中小企業支援・経営権紛争・コンプライアンス・リスク管理・債権回収・M&A・事業継承・事業整理・清算・人事・労務などの業務を取り扱う。

## 概要
2014年設立。代表弁護士は岩崎北斗が代表取締役である株式会社アガルートの共同創業者であり、同社の取締役を務める岩瀬武。
東京都新宿区に事務所を構え、企業法務を中心とした業務を取り扱う。
弁護士には、株式会社アガルートが主催する教育機関である「アガルートアカデミー」出身者が在籍。
1. ↑  “取扱業務”. 中小企業の顧問弁護士ならアガルート法律会計事務所. 2025年4月14日閲覧。